# مينور الفاريز
مينور الفاريز (بالإسبانية: Mino Serrano)‏ (29 يناير 1963 بغوثون في إسبانيا - ) هو مدرب كرة قدم ولاعب كرة قدم إسباني في مركز الدفاع. لعب مع إسبانيول وريال سبورتينغ خيخون وريال مايوركا وريال مدريد ولوغرونيس ونادي إشبيلية.

## وصلات خارجية
- مينور الفاريز على موقع قاعدة بيانات كرة القدم.إي يو (الإنجليزية)